# Andrea Maria Scalzone
Andrea Maria Scalzone (Formia, 25 maggio 1992) è un pallanuotista italiano.

## Carriera
Inizia la sua carriera nelle giovanili dello Sporting Club Flegreo, dove disputa tutte le categorie giovanili fino all'under-13. Nel 2006 viene acquistato dal Circolo Nautico Posillipo, dove conquista vari titoli a livello giovanile.
Il 27 novembre 2010 viene fatto esordire in Serie A1 da Carlo Silipo durante il match Posillipo-Lazio, al posto dell'infortunato Zeno Bertoli.
Il 10 settembre 2011, a Cattaro in Montenegro, arriva l'esordio (con goal) in LEN Champions League, contro gli ucraini del Kharkiv.
Nei due anni successivi entra a far parte in pianta stabile della prima squadra del Posillipo. Nel 2013 arriva il prestito alla Qatar Waterpolo, dove milita per un anno in cerca della naturalizzazione sportiva qatariota, ma a fine stagione, non riuscendo ad ottenerla, preferisce ritornare in Italia ed approda nel 2014 in Serie B nella formazione campana del Aqavion con cui centra, dopo una sola stagione, la promozione in Serie A2.
Dopo una seconda stagione nelle file dell'Aqavion, nel 2016 arriva un altro prestito alla Rari Nantes Napoli.
Nell'estate del 2018, dopo il lungo percorso di crescita sportiva, ritorna nella massima serie con il Posillipo.
Dal 2023 indossa la calottina del Napoli Lions, in Serie B, con cui nel 2024 è promosso in Serie A2.

## Palmarès
- 1 Scudetto Campionato Italiano Under 17 (2008-09)

- 3 Scudetti Campionato Italiano Under 20 (2007-08 2008-09 2009-10)